# 布瓦德尚
布瓦德尚（法語：Bois-de-Champ，法語發音：[bwa də ʃɑ̃] ⓘ）是法国大東部大區孚日省的一个市镇，属于孚日圣迪耶区。

## 地理
布瓦德尚（48°15'18"N, 6°47'26"E）面积17.69 平方千米，位于法国大東部大區孚日省，该省份为法国东北部内陆省份，北起默兹省和默尔特-摩泽尔省，西接上马恩省，南至上索恩省和贝尔福地区省，东临上莱茵省和下莱茵省。
与布瓦德尚接壤的市镇（或旧市镇、城区）包括：拉乌西耶尔、莱鲁日索、坦特吕、比唐河畔贝尔蒙、比方丹、栋凡、布鲁沃略尔。

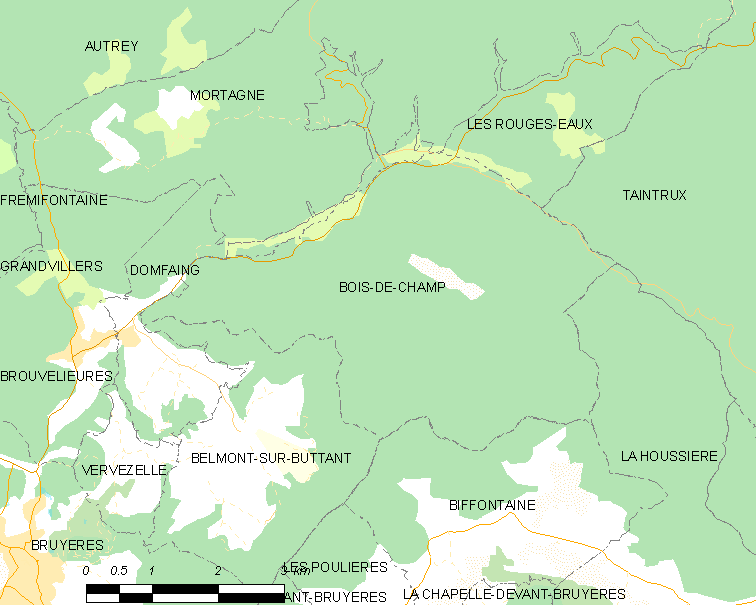
布瓦德尚的OSM定位图

布瓦德尚的时区为UTC+01:00、UTC+02:00（夏令时）。

## 行政
布瓦德尚的邮政编码为88600，INSEE市镇编码为88064。

## 政治
布瓦德尚所属的省级选区为布吕耶尔县。

## 人口

1962-2008年间布瓦德尚人口变化图示

布瓦德尚于2022年1月1日时的人口数量为105人。